# Rue des Chantres
La rue des Chantres est une rue de l’île de la Cité, au centre de Paris, dans le 4e arrondissement.

## Origine du nom
Son nom fait référence aux chantres de Notre-Dame qui y habitaient autrefois.

## Historique
La rue des Chantres, dont le nom, attesté dès 1540, était située à l'origine dans l'enceinte du cloître Notre-Dame.
Son côté est longe l'emplacement de la maison du chanoine Fulbert, oncle d'Héloïse dont la célèbre histoire avec Abélard se déroula à proximité (cf. rue Chanoinesse, rue des Ursins, quai aux Fleurs).

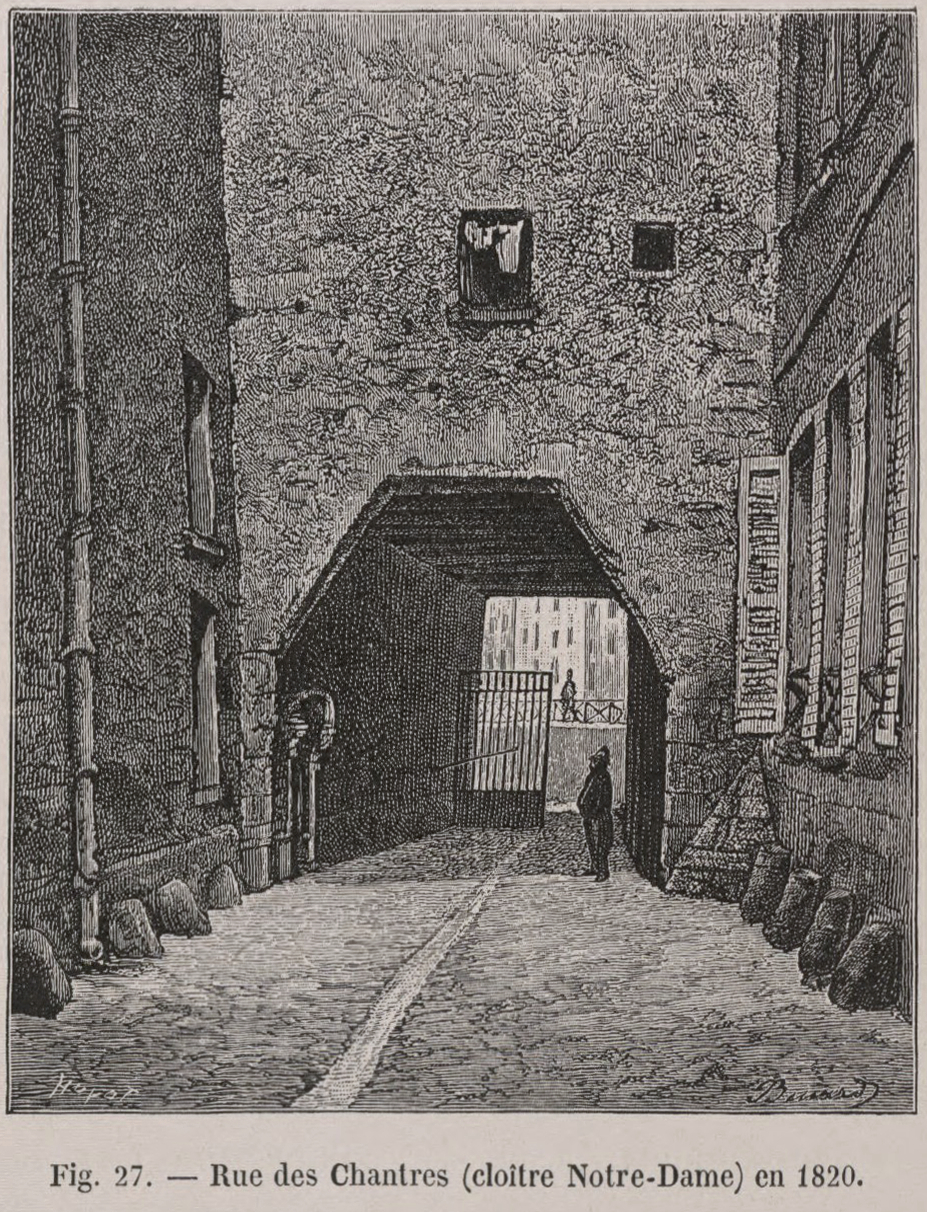
1820.
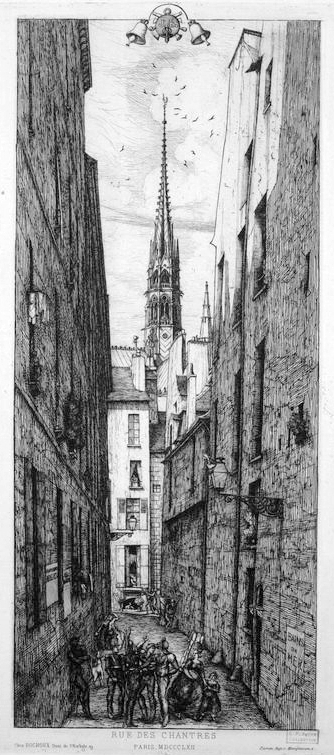
1862.
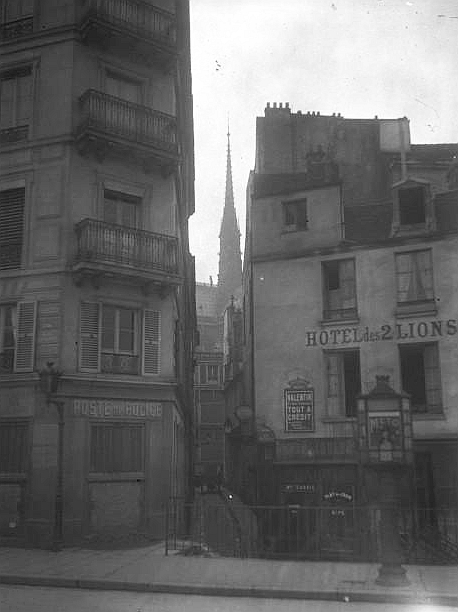
1909.
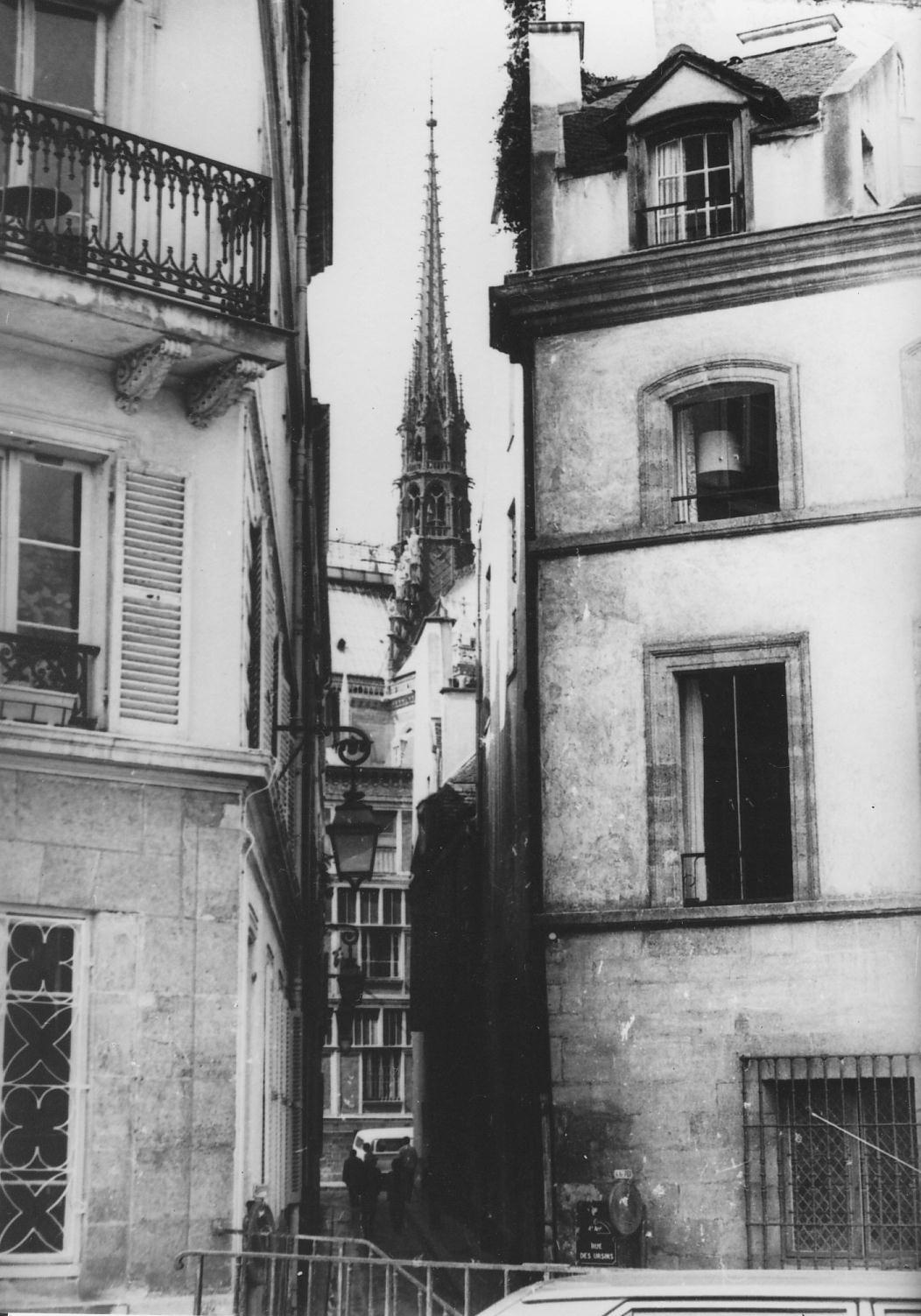
1981.
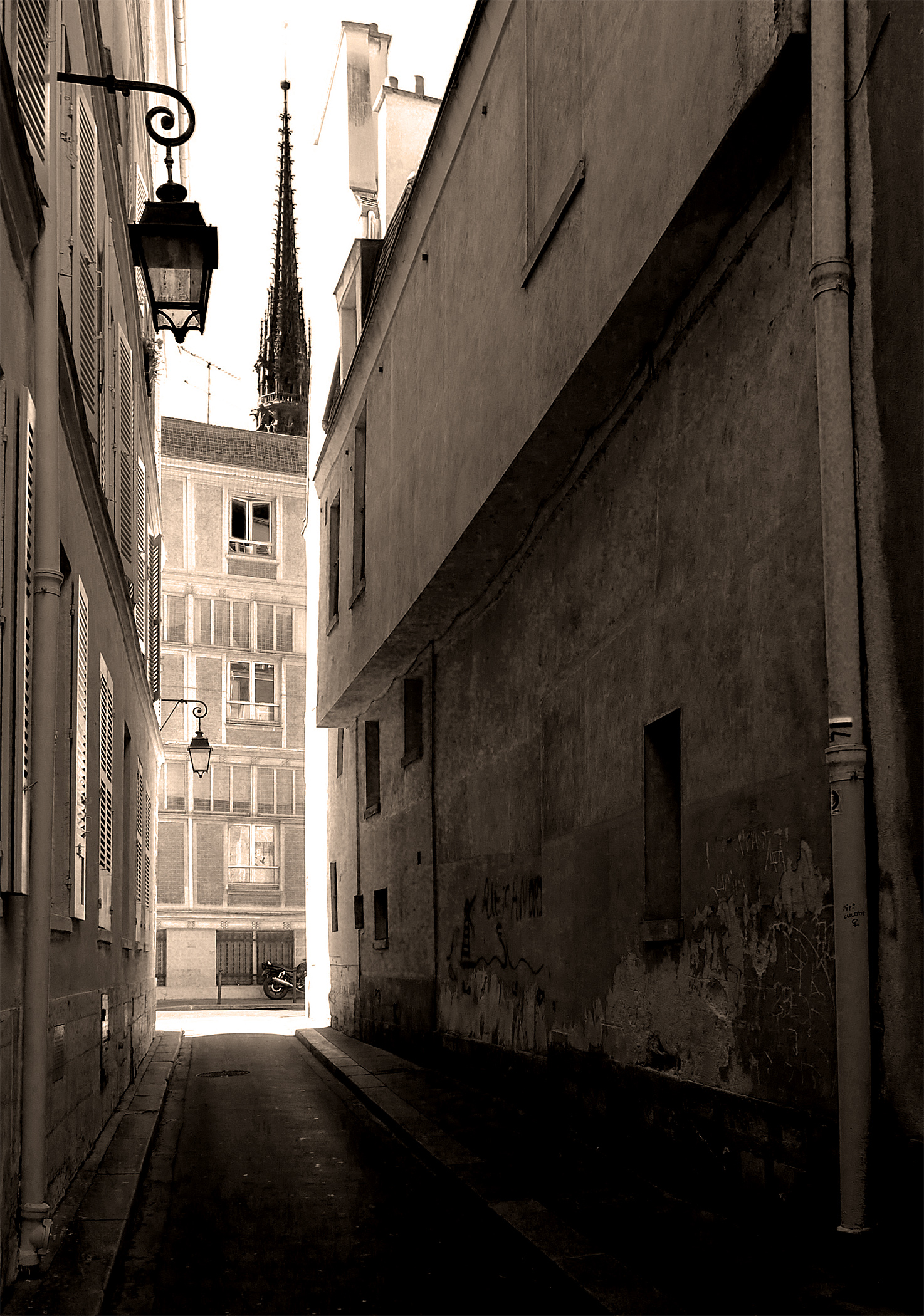
2014.

Lors de l'inondation de 1910, la rue a été submergée par plus de 1,5 m d'eau ; une plaque posée sur un mur à l'angle de la rue et de celle des Ursins indique le niveau atteint.

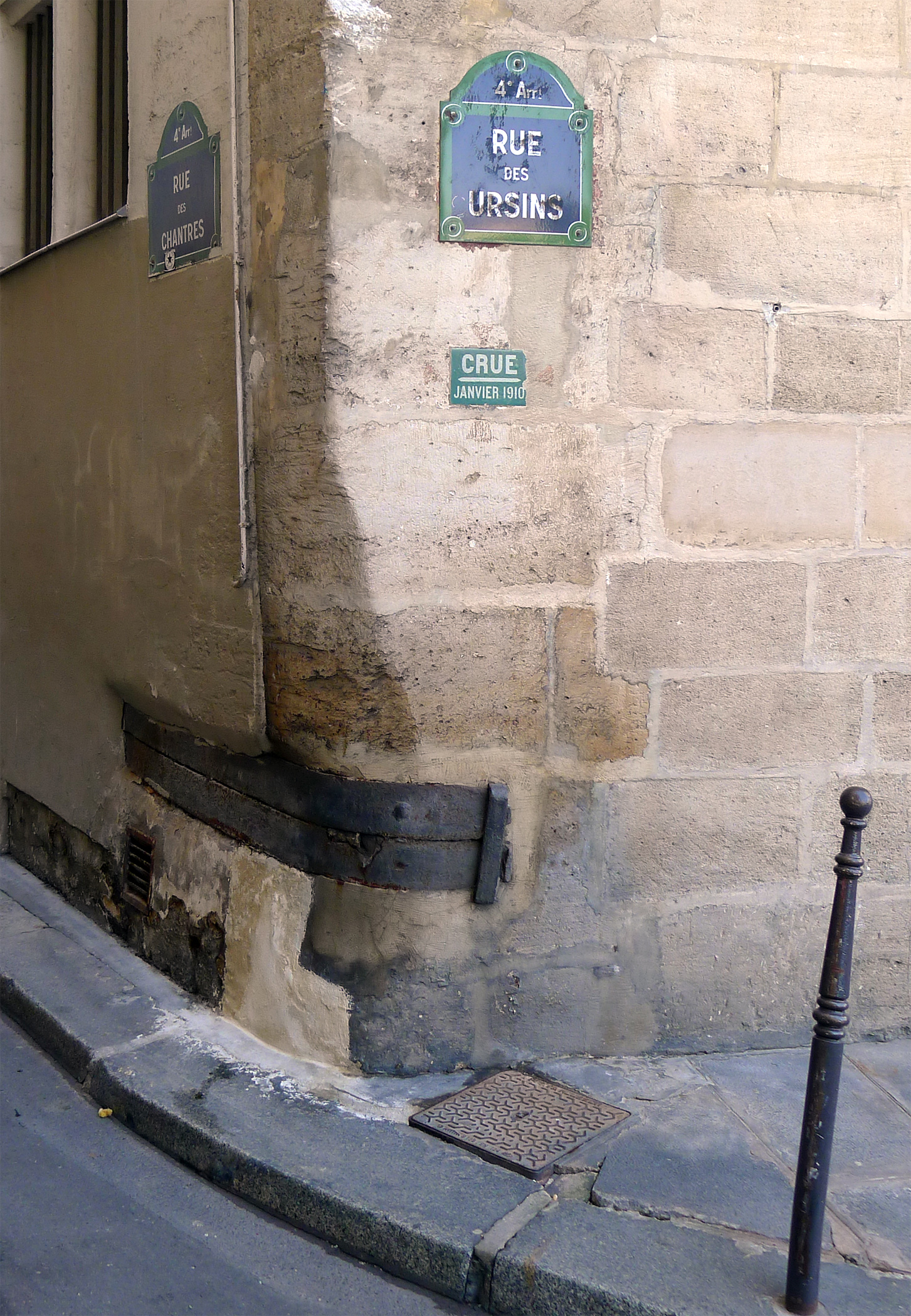
Niveau de l'inondation de 1910.

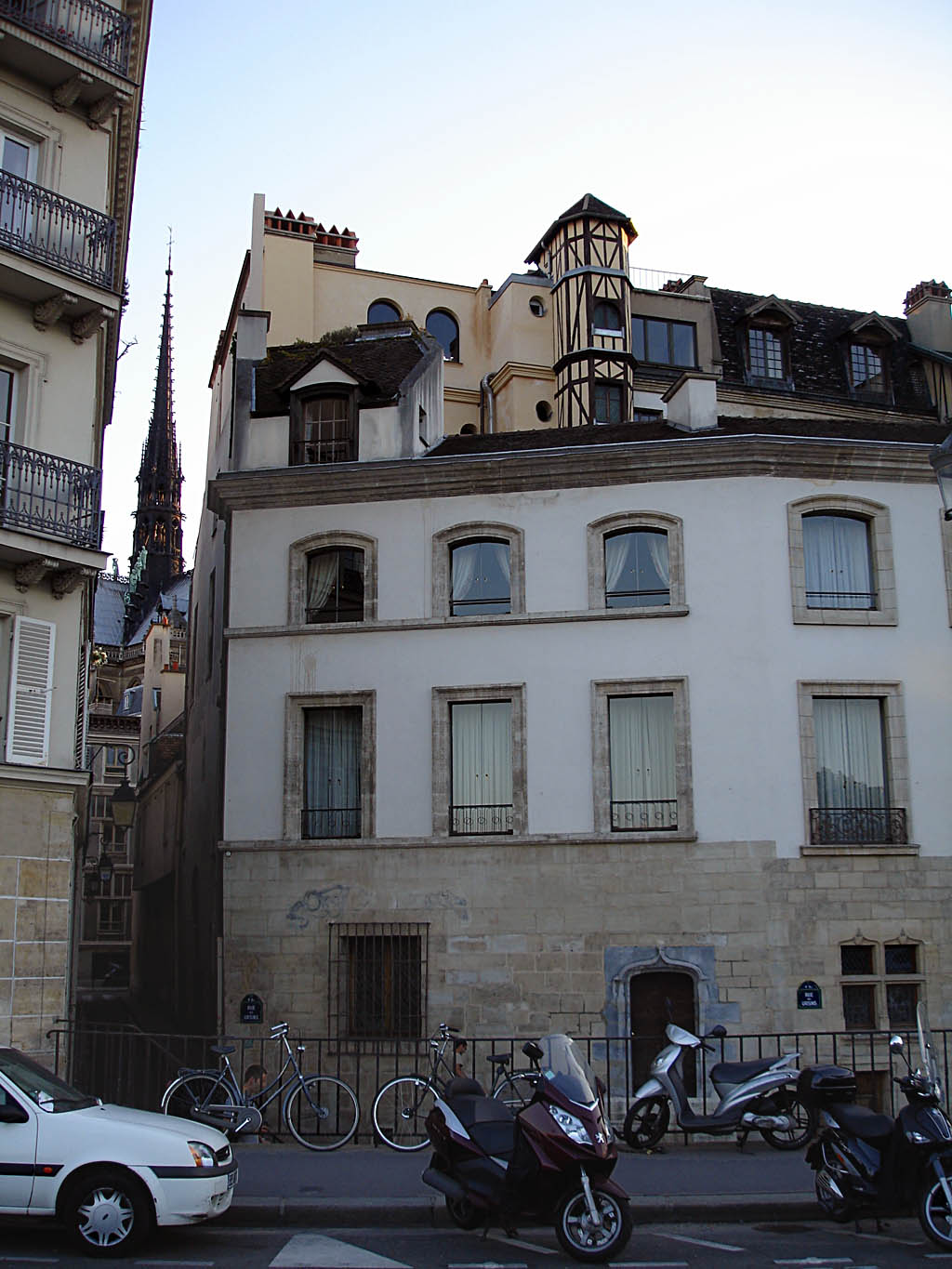
La rue vue du quai aux Fleurs.
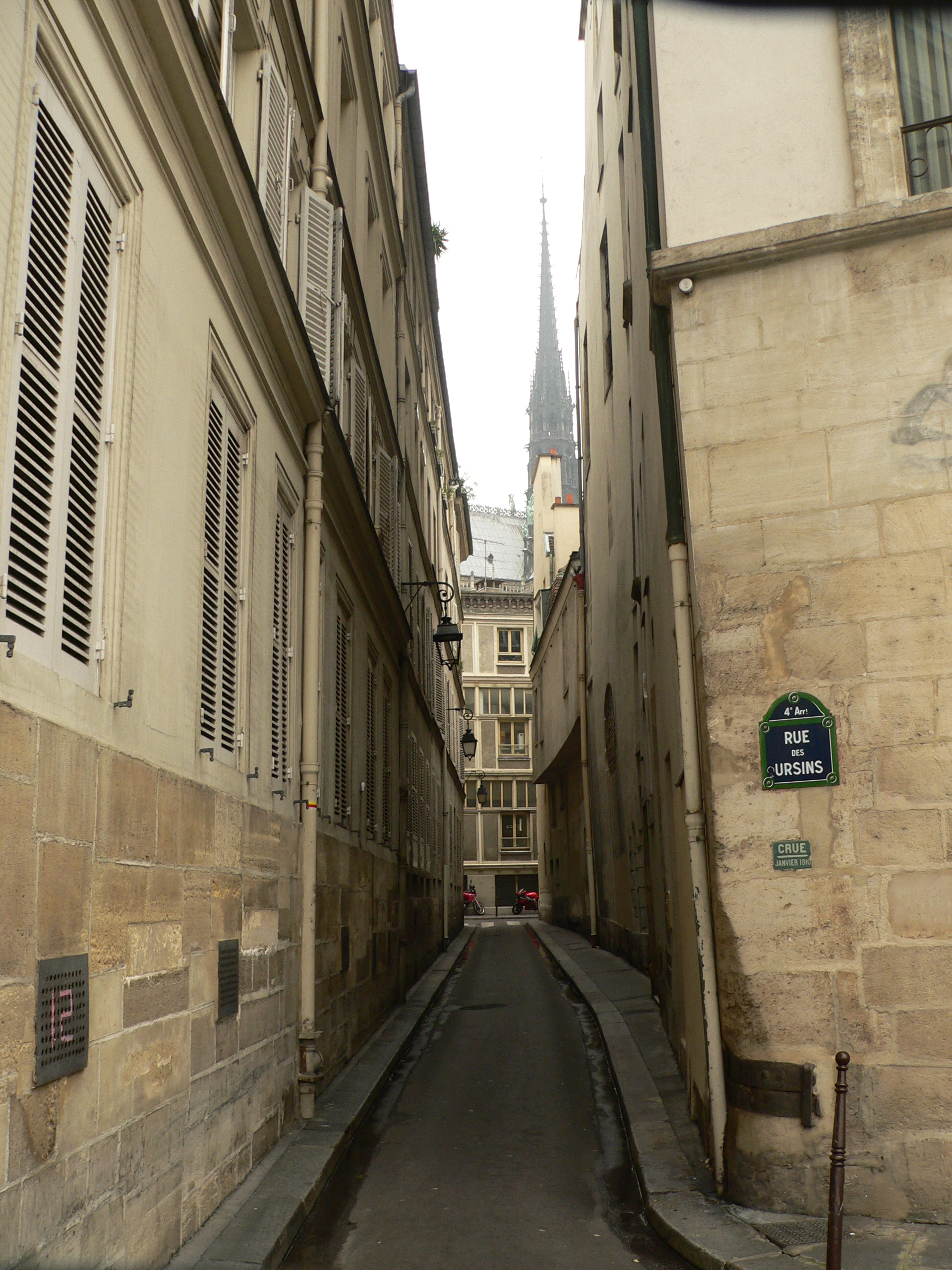
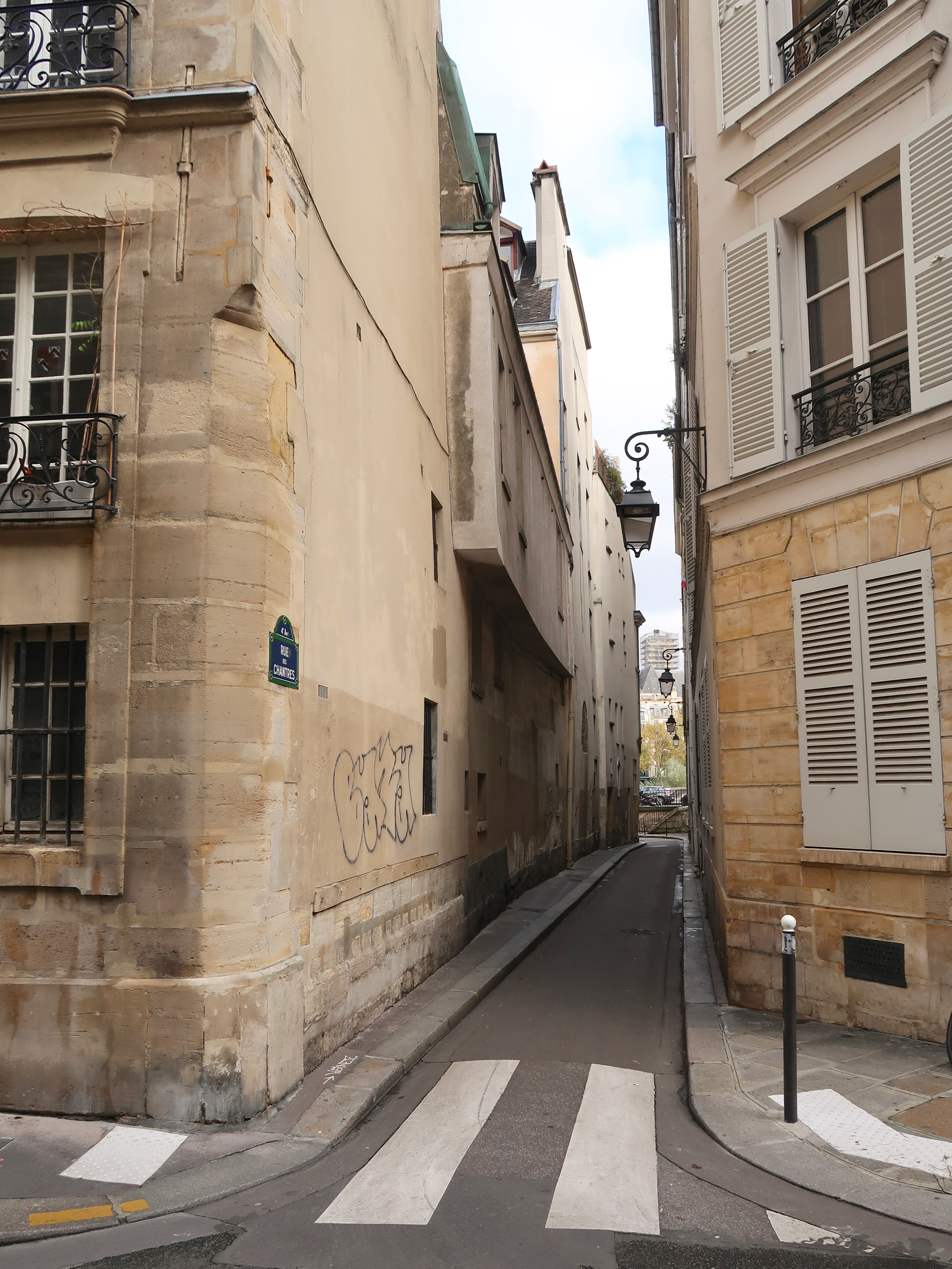
Rue vue depuis la rue Chanoinesse.

## Bâtiments remarquables et lieux de mémoire
- No 1 : maison restaurée par Fernand Pouillon, en 1958. L’architecte, en incorporant d’authentiques éléments anciens (fenêtres à meneaux, vitraux, ferronnerie, etc) d’origines diverses, a réalisé un pastiche médiéval[2].